# 2666
《2666》是智利小说家罗贝托·波拉尼奥的最后一部小说，于2004年出版。《2666》在出版后获得了广泛好评，被《时代周刊》评为“2008年度最佳小说”。
《2666》是智利小说家罗贝托·波拉尼奥的最后一部小说。它出版于2004年，就在波拉尼奥因肝癌早逝后不久。它描述了发生在墨西哥华雷斯城（在书中称为圣特莱莎）持续的未解决的妇女连环凶杀案，二战东线情景和人们人际关系、事业的崩溃。《2666》通过众多的人物、广泛的地点、长范围的时间、许多的故事中的故事等表现出20世纪的退化。

## 创作背景
在2000年，波拉尼奥已经因他的《荒野侦探》成名，但是与此同时，他的肝癌也已经严重到了靠只能等待肝移植的地步。面对死亡，他只是把他的最后一年奉献于他的书，他想写出一个具有宏大维度的故事。他从没有去过华雷斯城，只是靠着他的朋友与同事提供给他的资料。直到死前他也没有把他的手稿给他的朋友看过。
他从开始就决定写一本大约1000页的小说，并且分为两卷。在2003年6月20日，在他因肝癌住院的前一天，他和好友进行了深入的谈话，最终决定把它拆分为五本书，分别对应书中的五个部分。这样做是为了给他的妻子和两个孩子更好的收入。他认为前四部分已经完善了不过第五部分还没有结束。但是，在他死后，他的好友和妻子还是决定把它合为一本出版。

## 题目
小说的题目《2666》就是书的神秘风格的典型体现。在书中，没有明确的指出“2666”的出处，但在他的其他小说作品中有出现过。在《护身符》中，墨西哥城的一条路被描述为「一个2666年的坟墓」。在《荒野侦探》中，出现了一句话，「凯瑟勒雅说了点关于将来的话…然后那个老师为了转换话题，问她指的是什么时候，那时候会发生什么。于凯瑟勒雅说出了一个日期，大约在2600年左右。 」为什么是2666？也许是因为圣经中的出埃及记（精神救赎的重要时刻）是发生在创世2666年之后。

## 故事情节
全书分为五个部分。分别为《文学评论家》、《阿玛尔菲塔诺》、《法特》、《罪行》和《阿琴波尔迪》。发生在华雷斯城（书中称为圣特莱莎）的未解决的凶杀案贯穿全书，第四部分重点讲这个。
《文学评论家》讲述了四位欧洲的文学教授之间的故事。他们因对德国作家本诺·冯·阿琴波尔迪的浓厚兴趣而相遇，演绎出了一段多角恋的爱情故事。本诺·冯·阿琴波尔迪是一位神秘作家，他行踪隐秘，身份不明，然而作品却广为流传。几位教授偶然得知他的踪迹，踏上了寻找这位神秘作家的旅途，来到了墨西哥边境上一座名叫圣特蕾莎的小城，但是没有找到。
《阿玛尔菲塔诺》叙述了智利哲学教授阿马菲塔诺的故事。他因皮诺切特政变而流亡在外，他的妻子疯狂地爱上了一位患有精神病的诗人，从此一去不返。失意的阿马菲塔诺和女儿罗莎从西班牙来到圣特蕾莎。在这座危机四伏的城市里，阿马菲塔诺精神恍惚，噩梦连连，总是听到父亲的灵魂在耳边说话，心中对女儿的命运充满忧虑。
《法特》讲述了美国黑人记者法特的故事。他前往圣特蕾莎采访拳击比赛，得知了长期以来这座城市的很多妇女惨遭强奸和杀害，并被弃尸荒野。于是他试图报道墨西哥的现状以及这一系列骇人听闻的惨剧，却发现困难重重。最后，他带着阿马菲塔诺的女儿罗莎离开了这座阴森恐怖的城市，前往美国。
《罪行》记录了1993年至1997年间圣特蕾莎上百位女性被残忍杀害的血案。它描绘了警察对事件无果的侦查，同时也客观冷静的描述死者的死亡状况。是全书最长也是最压抑的一章。
《阿琴波尔迪》讲述了德国作家阿琴波尔迪的传奇经历。阿琴波尔迪是他的笔名，他的真名叫做汉斯·雷特，普鲁士人，1920年出生。二战中参军的经历让他亲眼见证了战争的恐怖。从同盟国的战俘营逃脱后，他隐姓埋名，开始了写作。他的妹妹有一天偶然读到他写的小说，于是找到了他，请求他前往圣特蕾莎去营救她的儿子克劳斯·哈斯，后者因被指控为一系列少女谋杀案的凶手而身陷囹圄。于是，已经年近八十的阿琴波尔迪决定只身前往圣特蕾莎，小说就此戛然而止。

## 评价
|                | 每年我都要阅读很多书，2012我计划将契诃夫、卡夫卡和陀思妥耶夫斯基的小说重读一遍，这是我的主要兴趣点所在。如果说要推荐一本书，要带一本书去2012，我想我还是要推荐《2666》这本书。这本书是我今年在看，但是现在还没有看完。它是智利的罗贝托·波拉尼奥所著，赵德明翻译的。全书的主要人物多达近百人。直接涉及的国家有：德国、法国、英国、西班牙、意大利、美国、墨西哥、智利。涉及的生活场景有：文学评论家、作家、教授、出版家、拳击手、杀人犯、军官、士兵、贩毒集团、警察、乞丐、贫民……我觉得这本书真的是一部杰作。 |
| ——止庵（作家） | |